# Nežilovo
Nežilovo (makedonska: Нежилово) är en ort i Nordmakedonien. Den ligger i den centrala delen av landet, 40 km söder om huvudstaden Skopje. Nežilovo ligger 693 meter över havet och antalet invånare är 178.